# Агенор (син Фегея)
Агенор (дав.-гр. Αγήνορας) — син аркадського володаря Фегея, що разом із братом Проноєм за намовою батька вбив Алкмеона, чоловіка їхньої сестри, яку той прогнав з дому, щоб одружитися з Калліроєю. Згодом сини Каллірої вбили Агенора разом з братом у Дельфах.